# La Jaille-Yvon
La Jaille-Yvon is een gemeente in het Franse departement Maine-et-Loire (regio Pays de la Loire) en telt 276 inwoners (2005). De plaats maakt deel uit van het arrondissement Segré.

## Geografie
De oppervlakte van La Jaille-Yvon bedraagt 12,6 km², de bevolkingsdichtheid is 21,9 inwoners per km².
De onderstaande kaart toont de ligging van La Jaille-Yvon met de belangrijkste infrastructuur en aangrenzende gemeenten.

## Demografie
Onderstaande figuur toont het verloop van het inwonertal (bron: INSEE-tellingen).